# Choeromorpha sulphurea
Choeromorpha sulphurea är en skalbaggsart som först beskrevs av Francis Polkinghorne Pascoe 1865.  Choeromorpha sulphurea ingår i släktet Choeromorpha och familjen långhorningar.
Artens utbredningsområde är Sulawesi. Inga underarter finns listade i Catalogue of Life.